# 삼국지 (비디오 게임 시리즈)
삼국지 시리즈(일본어: 三國志シリーズ)는 삼국지를 바탕으로 1985년 주식회사 코에이가 발매한 역사 시뮬레이션 게임 시리즈이다. 다른 작품인 노부나가의 야망 시리즈와 함께 역사 시뮬레이션으로 유명하다. 삼국지는 같은 코에이의 게임인 대항해시대 시리즈와 양대 쌍벽을 이루고 있는 게임이다.
타이틀 뒤에 부제가 붙는 노부나가의 야망 시리즈와는 달리 작품 타이틀 뒤에 번호를 매기는 형식으로 이루어져 있다.(10번째 작품까지는 로마숫자가 사용되었으나 11번째 작품부터는 아라비아 숫자를 사용하고 있다.)

## 게임의 배경
후한 말기부터 삼국시대에 이르는 중국대륙에 할거한 군주(군웅)중 한명이 되어, 중국을 통일하는 것을 목표로 하고있다. 전쟁으로 적 군주의 지배영역을 공격해 빼앗고, 계략과 외교를 구사해 적을 약화시키면서 또한 농지개발과 상업투자 등을 실시해 수입을 증가시키는 것이 기본적인 일이다.
노부나가의 야망과는 달리 시리즈 첫 번째 작품부터 '휘하무장'의 개념이 존재해 우수한 인재를 재야에서 등용하거나 다른세력으로부터 빼앗아 활용하는 것이 작품의 커다란 특징이었다.
작품에 따라서는 군웅이외의 인물을 주인공으로 선택할 수도 있다. 또한 삼국지Ⅱ부터는 플레이어가 직접 작성한 오리지널 인물을 '신군주'라는 군주로 등장시킬 수도 있고, 삼국지Ⅸ부터 오리지널 인물을 처음부터 게임에 등장하는 인물과 혈연관계를 형성할 수 있는 등, 세심한 설정도 할 수 있게 만들었다.
삼국지Ⅵ부터는 사용자가 직접 일기토를 진행할 수 있게 되었고, 삼국지Ⅹ부터 '설전'의 개념도 도입되었다. 삼국지11에서는 2차원적 화면을 벗어나 3차원 그래픽을 도입해 게임을 더욱 현실감 있게 만들었다. 삼국지Ⅷ, 삼국지Ⅹ의 파워업키트에서는 '육아'가, 삼국지Ⅸ의 파워업키트에서는 '장수발탁'이 가능하기도 하였다.

## 게임내용
게임의 기본적인 흐름은 시리즈 내내 그대로 통용된다. 일반적으로 내정으로 국력을 높이고, 우수한 인재를 등용해 주변나라를 공격한 뒤 전후처리(치안 회복 등)를 실시하고, 다시 주변나라를 공격하는 것을 되풀이 한다. 일반 명령어로는 휴식이 있으며 주요 내정명령어는 개간, 상업, 순찰, 병량풀기, 개수, 세율조정, 세금 강제징수등이다. 주요 군사명령어는 훈련, 징병, 모병(질이 높은 병사가 모집된다.), 전투준비(병력의 사기가 올라간다.), 전쟁 등이 있다. 주요 계략명령어는 구호탄랑계(駆虎呑狼計), 이호경식계(二虎競食計), 매복계(埋伏計), 이간계(離間計), 유언(流言) 등이 있다. 주요 인재명령어는 탐색, 등용, 포상, 해고, 아이템 몰수등이 있다. 주요 외교명령어는 동맹, 파기, 선물, 교환, 공동작전, 항복권유(그러나 컴퓨터가 게이머에게 항복을 권유하는 것은 발생하지 않거나 극히 드물다.)등이 있다. 전쟁시의 명령어는 이동, 대기, 계략(가짜전령, 함정, 설득, 자군공격, 복병 등이 있으며 함정은 적이 처들어오기 직전에 쓰는 계략이다.), 일반공격, 공동공격, 돌격, 화공, 일기토, 퇴각 등이 있다. 위 명령들을 써서 최종적으로 중국을 통일하는 것이 목표이다. 타임 리미트가 설정되어 있어, 350년이 지나면 강제적인 배드 엔딩이 되는 작품이 많았다.(어느 정도의 횟수가 지나가면 무장들이 차례로 사망하거나 전투 중에 죽기 때문에 에디트 없이 일반적인 플레이를 하다보면 타임 리미트로 인해 게임오버가 되는 경우는 거의 없다.)
삼국지Ⅱ와 삼국지Ⅲ에서는 1국(1도시)에 최소 1명의 무장을 배치하지 않으면 어떤 군주도 지배하지 않는 공백지가 되어버렸다. 특히 삼국지Ⅲ에서는 군주, 장군, 군사가 아닌 무관, 문관이 태수가 될 경우 자동으로 위임이 되며 위임은 해제할 수 없다. 그 때문에 후반에 이르면 무장숫자가 부족해 게임을 끝내지 못하는 경우도 발생했다. 삼국지Ⅴ부터는 한번 군주의 지배하에 들어간 도시는 무장이 없더라도 공백지가 되지 않아, 최저 1명이 남아있더라도 클리어가 가능하게 되었다. 물론 무장이 없는 도시에 적이 공격해 들어오는 상황이 되면 자동적으로 그 도시는 빼앗기게 되어 있다.(작품에 따라서는 재야무장이나 방랑군이 도시를 빼앗아 버리는 경우도 있다) 삼국지11에서는 굳이 전토를 자세력의 점유하에 두지 않더라도 적대세력이 하나도 남지 않게되는 경우에는 통일로 간주되어 엔딩을 볼 수 있다.

### 무장의 능력설정
시리즈에 등장하는 인물의 능력과 설정은 <삼국지통속연의>(三國志通俗演義)를 바탕으로 한 요시가와 에이지(吉川英治)의 삼국지(연의)에 근거한다. 삼국지 Ⅱ이후 '역사이벤트'라 불리는, 일정조건을 만족하면 역사적 사건이 게임중에 재현되는 것이 있다. 예를 들면 삼고초려를 재현하는 이벤트를 보기 위해서는 제갈량이 유비의 영지 내에 재야 장수의 상태로 있어야 한다는 조건을 충족해야 한다. 특히 삼국지Ⅹ에서는 이벤트에 의해 강제적인 상황이 발생하는 경우도(예를 들면 특정 세력이 멸망하거나 특정 장수가 죽는 등) 많이 있다. 이러한 이벤트의 묘사도 기본적으로 삼국지연의에 기초를 두고 있다. 시리즈 초기에는 연의에 소개된 극히 소수의 이벤트만이 있었으나, 시리즈가 진행되면서 공손찬의 유우 처단이나, 오하의 아몽 등과 같이 연의에는 소개되지 않는 역사 이벤트도 정사에 기초하여 추가되기도 하였다.
삼국지연의와 요시가와 에이지의 삼국지를 기본으로 한 결과, 역사에 비해 촉한이 게임에서 너무 유리하게 되었다. 그리고 삼국지연의에서 무능하게 묘사된 인물이 게임에서도 무능하게 설정되기 때문에 무능하게 취급되었던 촉한 이외(위와 오를 비롯한 기타 국가)의 팬들을 중심으로 비판의 목소리가 높았다. 그 때문에 시리즈가 거듭되면서 삼국지연의와 정사 삼국지에서의 평가가 차이가 있는 인물은 정사에 기초를 두어 재평가하고 있으며, 시리즈가 진전될수록 그 비중이 커지고 있다. 다만 정사와는 달리 삼국지연의 등에서 활약한 가공의 인물은 그 이미지를 무너지지 않는 정도로 평가를 떨어뜨리지 않고 있다. 코에이의 삼국지 시리즈 발매는 정사 삼국지의 일본어판 완역(1989년), 문고화(1993년)과 그 궤적을 같이하였기에 이것은 팬과 코에이에게도 많은 영향을 끼쳤다. 본 시리즈는 삼국지연의 등의 삼국지를 취재하여 만든 창작물은 물론 정사 삼국지를 팬에게 보급하는 역할도 맡았을 정도로 그 영향이 컸었다.
등장인물도 처음엔 삼국지연의와 요시가와 삼국지에 등장하던 인물들로 거의 후한 말기의 사람들이 대부분이었다. 그래서 타이틀인 삼국지에서 말하는 삼국시대로 들어가는 220년 이후에는 무장이 부족해 게임을 진행하는 일이 어려워졌다. 이 때문에 삼국지연의에서는 단역이지만 정사에서는 활약한 인물, 삼국지연의에서는 전혀 등장하지 않는 인물도 등장하게 되었다. 연대에서도 280년 오나라 멸망시 인물까지 총망라하게 되었다.
그래서 현재는 삼국지연의와 요시가와 삼국지, 요코야마 미쓰데루의 삼국지등, 삼국시대를 소재로 했던 창작품과 역사서인 삼국지(거기에 근래에는 후한서와 진서도 있다) 양쪽이 들어가 서로 혼합된 설정을 가지게 되었지만 연의를 먼저 반영하고 그 다음 요시가와 삼국지, 요코야마 미쓰데루의 삼국지를 반영한 이후 연의에서 마음에 안드는 부분만 약간 정사의 내용을 반영하는 식이였다. 그 때문에 배경을 알지 못하는 소비자가 처음 접했을 상황에서 호감이 어느 정도 있는지 알수가 없으며 실제 객관성도 매우 떨어지는 실정이다. 최근에는 진 삼국무쌍시리즈 등 코에이가 스스로 만들어낸 이미지도 유입되고 있다.
특히 삼국지 11에 이르러서 모든 능력치의 총합이 450을 넘어가는 장수가 단 한 명도 존재하지 않도록 설정하였으며 이로 인하여 특정 능력을 억지로 깎은 경우(손책의 지력, 조조와 강유의 무력 등)도 빈번했다. 삼국지 11에서 능력치 총합이 가장 높은 장수는 조조로서 449이다. 반면 일명 백하팔인(유선, 손호, 잠혼, 황호, 하후무, 양송, 마막, 한현)을 설정하여 통솔, 무력, 지력, 정치, 매력의 총합이 100 미만인 8명을 선정했다. 주로 자신의 이렇다할 업적이 없는 상태에서 나라를 멸망으로 몰고간 군주이거나 군주로 하여금 나라를 멸망하게 만든 간신배, 또는 집안의 권력으로 출세한 무장이 백하팔인의 대상이 되었다.
문제점이 하나 있다면 능력치가 매우 들쭉날쭉하며 정사를 전혀 반영하지 않는다는 점이다. 이 때문에 정사에서 능력이 매우 뛰어났지만 연의에서는 잘 알려지지 않은 이통, 고순, 국의, 문흠, 한당 같은 당대의 맹장들이나 정태, 희지재, 동소, 유파 같은 당대의 지략가들의 능력치가 매우 낮게 되는 이상한 현상이 발생하는 반면 뜬금없이 관구검이 삼국지 2에서는 무력 90으로 설정되어 천하용장이 되는가 하면 사마가 역시 무력 91로 설정되어 천하용장이 되는 해프닝이 벌어지기도 했다. 게다가 능력치 설정을 잘못 배분해서 삼국지 1에서는 곽도와 방덕의 능력치가 뒤바뀌어 일각에서는 장난삼아서 곽도를 하북의 천하용장 곽도라 부르고 방덕을 서량의 대현자 방덕이라 부르기도 했다. 또한 사마염이 삼국지 3에서 육전지휘, 수전지휘, 무력, 지력, 정치, 매력의 순서가 정반대로 바뀌는 바람에 사마염이 뜬금포 천하용장 소리를 듣게 되기도 했다.
게다가 일본 편애가 매우 심한데 고대무장으로는 삼국지 이외의 인물들이 추가되어 있다고는 하나 항우 등 독보적인 인물이 아닌 경우는 능력치가 과소평가 되어 있는데 일례로 삼국지 10에 등장하는 이순신의 경우 녹둔도에서 여진족 1천 기병을 단 수십 명으로 격퇴하여 용맹을 제대로 보여줬음에도 무력은 고작 87에 불과하다. 삼국지에서 이 정도 용맹을 보여준 장수의 무력은 90 이상 된다. 반면 일본 장수들은 개나소나 좋은 능력치를 달고 나오는데 이시다 미츠나리의 경우 정치적 고립에 빠졌음에도 정치력이 매우 높게 나오며 시마즈 요시히로의 경우 역시 용맹을 보여준 적이 별로 없음에도 무력이 매우 높게 책정되어 있다. 심지어 도요토미 히데요시는 키가 당대 일본 남성 평균 신장보다도 10cm 이상 작아 힘이 하나도 없어서 무예가 아예 없는 인물임에도 불구하고 무력이 65에 달할 정도로 좋게 나온다. 이런 지경이니 도쿠가와 이에야스는 조조를 압도하는 엄청난 능력치 괴물이 되어서 나온다. 전 능력치 최소 85 이상인 데다가 지력 97 정치100이라는 미친 능력치를 달고 나오는 게 도쿠가와 이에야스이다. 이 정도로 일본 편애가 심하다.
삼국지에서는 매우 무능한 인간의 기준을 통솔, 무력, 지력, 정치, 매력 이 5가지 항목의 총합을 100 이하(평균 20 이하)로 기준을 설정해서 선발했다. 그랬더니 딱 8명이 나왔기 때문에 이를 백하팔인(100下8人)이라 한다. 백하팔인에는 다음과 같은 인물들이 있다.
- 황호: 촉한의 간신. 동윤 사후 전횡을 일삼았다.
- 잠혼: 손오의 간신. 손호를 암군으로 만든 주범이다.
- 윤대목: 심지어 조조 가문의 노비이다. 문관임에도 불구하고 지력이 40을 넘지 못하는 희한한 능력치가 부여되었다. 당연히 통솔이나 무력은 둘 다 10을 넘지 못하는 한 자릿수이다.
- 하후무: 조위의 대장군인 하후돈의 아들이며, 제갈량과의 대결에서 잦은 실책도 모자라 심지어 제갈량에게 포로로 잡히기까지 햇으나 정작 제갈량은 참수하는 데 소요되는 도부수 급료가 아깝다면서 석방했을 정도로 쓸모없는 인간이다. 결국 그동안의 행적을 치욕스러워 해서 돈황으로 도망가서 자취를 감추었다.
- 마막: 촉한의 수비대장. 등애가 공격하자 아무 저항 없이 성문을 그냥 열어줬으며 이게 원인이 되어 촉한이 멸망했다.
- 양송: 삼국지연의의 가공인물. 장노 휘하의 간신이다.
- 손홍: 손오의 간신. 손씨 가문의 내부분열을 조장해 이궁의 변이 일어나는 원인을 제공했다.
- 여일: 손오의 간신. 쓸데없이 엄격한 반면 정작 자신이 챙길 사리사욕은 다 챙긴 인간 쓰레기이다.

그 이외에는 유선과 손호도 백하팔인에 들어가긴 하나 이들은 가끔씩 특정 스텟(유선은 매력, 손호는 무력)이 70을 넘겨서 백하팔인에서 제외되기도 한다.

## 작품일람

### PC용

#### 삼국지 III (1992년)
지도가 지역 중심에서 도시 중심으로 바뀌고 도시 사이에 길을 만들어서 길이 있는 도시끼리만 연결되도록 하였다. 도시 사이에 '전장'이 생겨 공성전과 야전이 분리되고, 보병·기병·노병·강노병으로 병과가 다양해졌으며(이전에는 한 가지만 있었음), 해상전 또한 추가되었다. 일기토는 장수에게 명령을 내려 전투 중 아무때나 걸 수 있게 되었고 공성전에서는 성벽이라는 개념이 생겼다. 능력치 부분에서는 정치력과 육상·수상 지휘력이 추가되었다. 숨겨진 능력치가 추가되었는데 이는 야망·운·냉정·용맹이다. 야망이 높으면 항복시키기 어려우며(대표적으로 조조), 운이 높으면 어지간해서는 잘 안 죽으며(대표적으로 조운), 냉정이 높으면 지력이 낮아도 계략에 잘 안 걸리며(대표적으로 진등), 용맹이 높으면 자신보다 무력이 높은 장수를 일기토로 이긴다.(대표적으로 손견) 장수가 소지하는 아이템(맹덕신서, 청룡언월도 등) 개념은 삼국지 III이 최초이다(군주가 특정 장수에게 아이템을 줄 수도 있고 빼았을 수도 있다)(PC판에선 아이템 장착시 오르는 능력수치가 나타나 있지는 않지만, 컨슈머판에서는 나타나 있다). 손책의 옥새 이벤트, 삼고초려 이벤트 등 사실상 최초로 이벤트 개념을 도입하였다(삼국지II의 일부 판에만 있는 초선 이벤트 제외). 삼국지3부터는 장수들의 얼굴이 초상화를 기본베이스로 하지 않고 사람들이 많이 알고 있는 이미지에서 각인하여 새로 그려졌다. 매니아들 사이에서는 고전 삼국지 중 가장 높은 완성도를 가졌다고 평가받는다.

### 정게임기
- 게임보이
  - 삼국지 게임보이판(1992년 9월 30일 발매)
- 게임보이 칼라(GBC)
  - 삼국지 게임보이판2(1999년 7월 30일 발매) (베이스는 삼국지Ⅱ)
- 원더스완
  - 삼국지 for WonderSwan(1999년 4월 1일 발매)
  - 삼국지Ⅱ for WonderSwan(2000년 4월 6일 발매) (베이스는 삼국지Ⅱ)
- 게임보이 어드밴스
  - 삼국지(2001년 11월 30일 발매) (베이스는 삼국지Ⅳ)
- 닌텐도 DS
  - 삼국지 DS(2006년 2월 23일 발매) (베이스는 삼국지3)
  - 삼국지 DS2(2007년 발매) (베이스는 삼국지4)
  - 삼국지 DS3(2010년 발매) (베이스는 삼국지5)
- 닌텐도 3DS
  - 삼국지(2013년 발매) (베이스는 삼국지5)
- 플레이스테이션 포터블
  - 삼국지Ⅴ PSP판(2005년 4월 1일 발매)
  - 삼국지Ⅵ PSP판(2005년 10월 6일 발매)
  - 삼국지Ⅶ PSP판(2006년 2월 9일 발매)
  - 삼국지Ⅷ PSP판(2007년 3월 21일 발매)
- 플레이스테이션 비타
  - 삼국지12 PS VITA판(2013년 2월 7일 발매)

## 관련 사건
PC판 삼국지Ⅲ의 개조 데이터를 판매했던 회사를 상대로 코에이가 저작권 침해소송을 법원에 제기했다. 고등재판소는 개조데이터를 배포한 일 자체가 저작권 침해는 아니라며 청구를 기각했다.
삼국지Ⅳ 이후에는 게임 내용을 확장한 <파워업 키트>를 발매하게 되었는데, 거기에는 데이터 편집기능이 추가되어 있었다. 이는 개조데이터의 배포에 대한 대항조치라 할 수 있었다.
파워업 키트가 발매된 이후에도 이와 마찬가지로 데이터를 개조하는 기능의 에디터가 만들어져 돌아다니게 되었다. 그 이유로는 프리웨어에서는 파워업 키트에 내장된 편집기능보다 더욱 강력한 편집이 가능하였고, 파워업 키트가 나오기 전부터 데이터를 개조할 수 있다는 점 등이 이유였다. 현재는 중국에서 만든 에디터(통칭 대륙소스)를 사용하는 사람도 상당수 존재한다. 파워업키트 에디터는 게임 시작전에는 장수의 수치를 변경 시키고 게임중에는 장수의 수치, 소유 보물, 각 성의 각종 수치등을 에디트 하는 방식인데 비해 중국 에디터는 세이브파일을 수정하는 방식으로 만약 세이브파일이 게임 시작하자마자 저장한 거라면 게임 시작과 동시에 모든 지역을 점령한 상태로 시작할 수도 있어서 세이브 파일을 열고 하루가 지나자마자 엔딩을 보게 할 수도 있다. 또한 모든 장수들의 소속국가와 소속성도 마음대로 변경 할 수가 있어서 모든 장수들을 자국의 장수로 만들수도 있다. 또한 파워업 키트와 플레이스테이션2 이식판에서 개량하는 것을 애초에 의도하고, 오리지널판에서는 불완전한 내용을 그대로 발매하는 것에 대해서는 유저들의 비판이 끊이지 않고 있다.
한국의 경우 삼국지 11 PK가 정식 발매되지 않고 있다. 코에이 코리아의 고가 정책에 인한 판매 부진도 이유지만, 무엇보다도 한국 게이머의 불법 복제로 인한 게임 시장의 축소가 가장 큰 이유라 할 수 있다.

## 같이 보기
- 노부나가의 야망 시리즈, 푸른 늑대와 하얀 암사슴도 합쳐 역사삼부작이란 호칭을 잠시 사용하였다.

- 역대 패키지 일러스트 담당자
  - 오우라이 노리요시(生頼範義): 삼국지Ⅱ, 삼국지Ⅲ, 삼국지Ⅳ까지 그외 파생된 이식작을 담당
  - 나가노 쓰요시(長野剛): 삼국지Ⅴ와 삼국지Ⅶ 이후, 그외 파생된 이식작을 담당. 삼국지Ⅵ 패키지의 인물일러스트는 하지 않았다.

- 역대 음악작곡자
  - 칸노 요코(菅野よう子)（I(초대)）
  - 무카이야 미노루(向谷実) （II、III）
  - 나가오 준(長生淳) （IV）
  - 핫토리 다카유키(服部隆之) （V）
  - 쓰노 고우지(つのごうじ) （VI）
  - 하세가와 토모키(長谷川智樹) （VII）
  - 하세베 토오루(長谷部徹) （VIII）
  - 구리야마 가즈키(栗山和樹) （IX）
  - 이케 요리히로(池頼広) （X、11）

- 천지를 먹다